# Hypernova (album)
Hypernova is een muziekalbum op Cd-r van de Duitse Cosmic Hoffmann, gespecialiseerd in elektronische muziek. De laatste drie muziekalbums zijn albums waarbij Cosmic Hoffmann oude opnamen oppoetst en voor de eerste keer uitbrengt. Na Space Gems en Outerspace Gems is dit het derde deel. Het bevat dus anno 2009 retro-elektronische muziek in de oude stijl van Tangerine Dream.
Cosmic Hoffmann bespeelt op dit studioalbum zogenaamde vintage-synthesizers en aanverwante apparatuur, waaronder de beroemde (en berucht vanwege vele haperingen) Mellotron 400 S en Minimoog.

## Composities
| Nr. | Titel                    | Duur |
| --- | ------------------------ | ---- |
| 1.  | Longing for the Space    |      |
| 2.  | Requiem for a dying Star |      |
| 3.  | Cosmic Garden            |      |
| 4.  | Alienapolis              |      |
| 5.  | Hypnotic                 |      |
| 6.  | Floating in Time         |      |
| 7.  | Spiral Nebula            |      |
| 8.  | Star Riders              |      |
| 9.  | Mercury                  |      |